# Bruno O. Braun

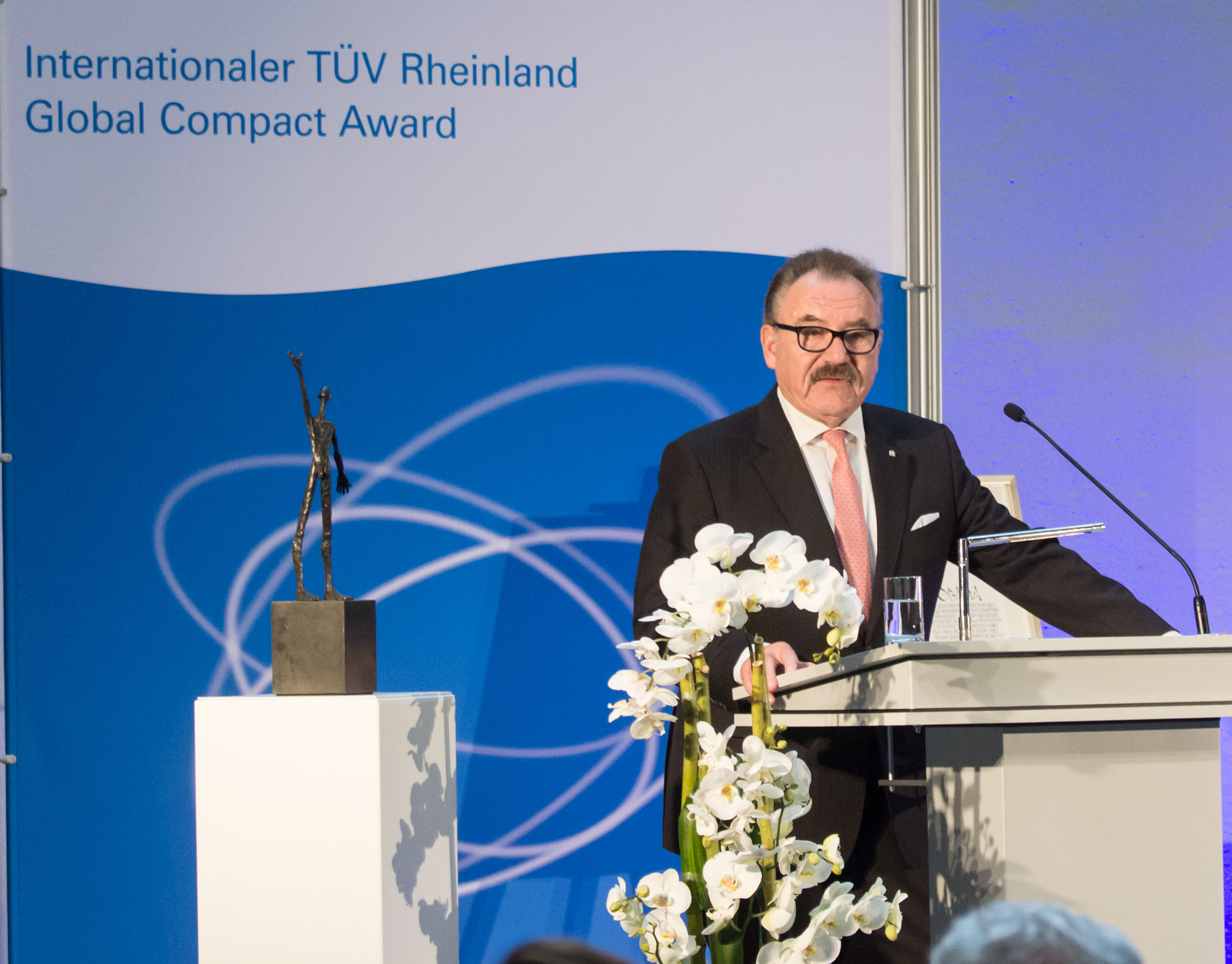
Bruno O. Braun 2017

Bruno Otto Braun (* 26. August 1942 in Bietigheim) ist ein deutscher Ingenieur und Manager. Von 2007 bis 2012 war er Präsident des Vereins Deutscher Ingenieure (VDI).

## Leben
Vor dem Abitur machte er eine Lehre als Mechaniker. Im Anschluss daran begann er 1963 an der Technischen Hochschule Stuttgart das Maschinenbau-Studium. Nach Diplom 1968 und Promotion zum Dr.-Ing. 1972 habilitierte er im Jahr 1976 mit Erteilung der Venia Legendi „Dampferzeugertechnik“. 1980 wurde er von der Fakultät Energietechnik der Universität Stuttgart zum Professor ernannt.
1976 begann sein Arbeitsleben bei der Vereinigte Kesselwerke AG in Düsseldorf. Schon vier Jahre später wurde er Vorstandsmitglied. 1982 wurde er in Personalunion Vorstandsmitglied der Deutschen Babcock-Werke AG in Oberhausen. 1985 wechselte er als Vorsitzender des Vorstandes zur Sempell AG und fünf Jahre später zur Lentjes AG, ebenfalls als Vorsitzender des Vorstandes. Von 1993 bis Ende 2009 war er der Vorsitzende des Vorstandes der TÜV Rheinland Holding AG, von 2010 bis 2019 Vorsitzender des Aufsichtsrats. Darüber hinaus ist er seit 1993 Vorsitzender des Vorstands des TÜV Rheinland Berlin Brandenburg Pfalz e. V. als alleiniger Anteilseigner der TÜV Rheinland AG.
Braun ist seit 1994 Honorarkonsul der Republik Lettland. 2003 wurde ihm das Verdienstkreuz 1. Klasse des Verdienstordens der Bundesrepublik Deutschland verliehen. Für seine Verdienste als Präsident der deutsch-belgisch-luxemburgischen Auslandshandelskammer bekam er 2009 die Auszeichnung „Kommandeur des Leopold-II.-Ordens“ verliehen. 2013 erhielt er die Grashof-Denkmünze des Vereins Deutscher Ingenieure. 2015 wurde er mit dem Großen Bundesverdienstkreuz geehrt. 2016 wurde er in den Waldemar-Hellmich-Kreis des DIN aufgenommen.
Von Mai 2007 bis Ende 2012 war Braun Präsident des Vereins Deutscher Ingenieure (VDI); dem Verein gehört er seit 1974 an. Ab Mai 2010 war er auch Vorsitzender des Deutschen Verbandes Technisch-Wissenschaftlicher Vereine.
Seit 2010 ist er deutscher Ko-Vorsitzender des Deutsch-Chinesischen Dialogforums, eines Beratungsgremiums für die Regierungen beider Länder.
Braun ist Mitglied im Kuratorium der Hilfsorganisation CARE Deutschland.